# جيمي أليسون
جيمي أليسون (بالإنجليزية: Jimmy Alison)‏ (11 أكتوبر 1923 في المملكة المتحدة - 1998) هو لاعب كرة قدم بريطاني (وحمل سابقاً جنسية المملكة المتحدة لبريطانيا العظمى وأيرلندا) في مركز نصف الجناح. لعب مع مانشستر سيتي ونادي فالكيرك ونادي ألدرشوت ونادي ويموث.